# Nagrobek Bahrów

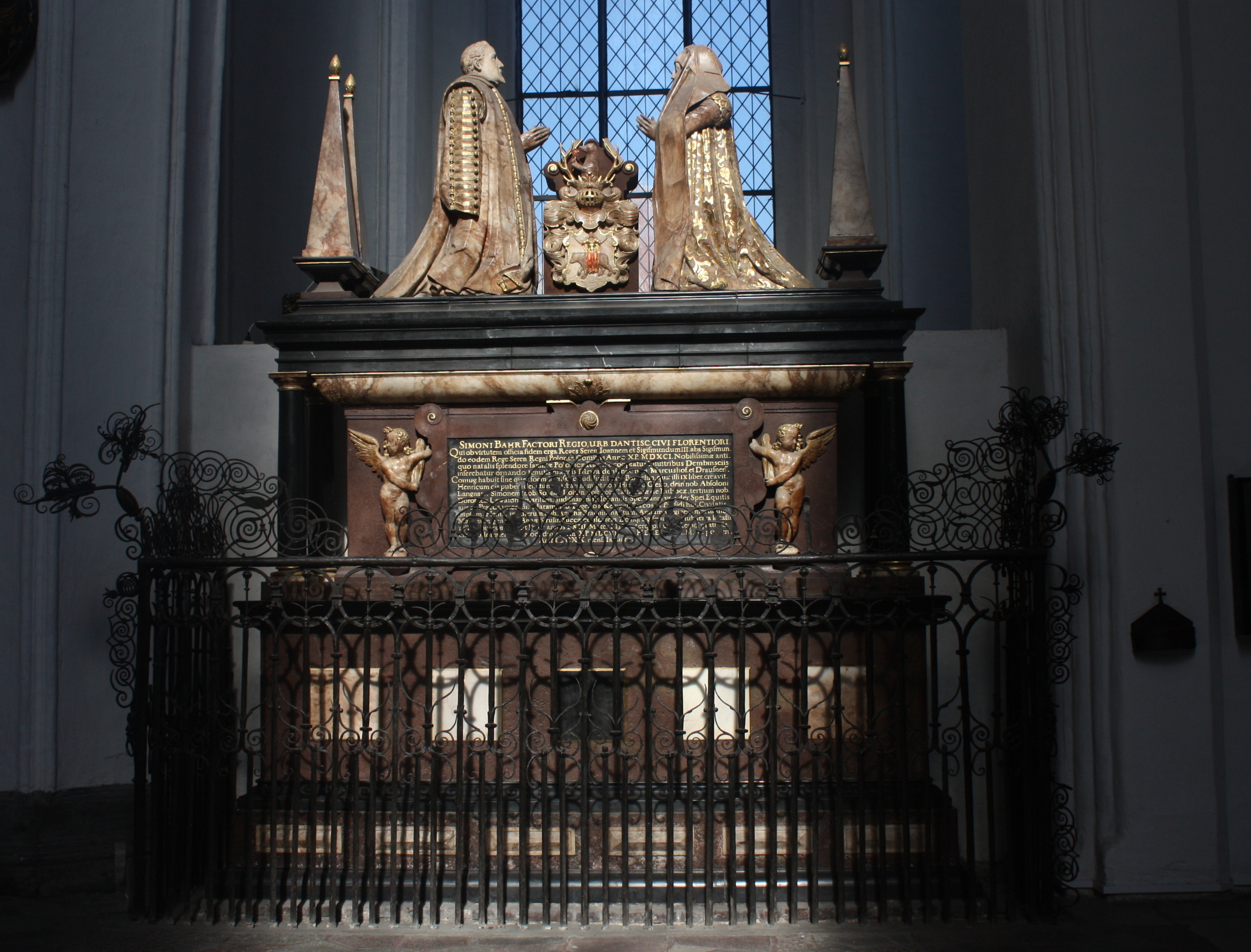
Nagrobek Bahrów w kościele Mariackim w Gdańsku

Nagrobek Bahrów w bazylice Mariackiej w Gdańsku z 1614–1620. Nagrobek przypisywany jest Abrahamowi van den Blocke’owi, twórcy manierystycznemu.

## Opis dzieła
Ponieważ analiza stylowa wyklucza autorstwo Willema van den Blocke’a, niejako automatycznie dzieło przypisywane jest jego synowi, Abrahamowi.
Całość wykonana z marmurów i alabastrów utrzymana jest w tonacji brązowej ze śladami złotych aplikacji dekoracyjnych.
Nagrobek Bahrów wzniesiono na niskim murze, obiekt przeznaczony jest do oglądu od frontu. Na podwójnym cokole stoi węższa tumba zwieńczona szerokim, występującym gzymsem profilowanym wspartym na narożnikach wolno stojącymi kolumienkami. Powyżej na płaskiej płycie pomiędzy obeliskami wyznaczającymi narożniki płyty klęczy w pozie adoracji para małżonków zwróconych do siebie twarzami.
Front tumby wypełnia duża tablica epitafijna.
Cechy zbieżne nagrobków Kosów i Bahrów to zaznaczenie narożników obeliskami, podtrzymujące płytę kolumny, sposób ustawienia płyty z plastyką figuralna na węższym od niej cokole.
Do zasadniczych cech charakterystycznych dla nagrobka Bahrów należą wyważenie formy, tektonika postaci, rezygnacja z dekoracji i klasycznej architektury (oprócz kolumienek wspierających płytę z klęczącymi postaciami), monumentalizm figur osiągany przez artykulację dużymi, zgeometryzowanymi fałdami, masywność i surowość wyrazu.
Nagrobek Bahrów i Kosów wprowadziły do sztuki polskiej motyw klęczących postaci popularny w XVII wieku. Podobieństwa wyczerpują się jednak na poziomie motywów – plastyka późniejszych przedstawień jest całkowicie różna od pierwowzorów van den Blocke’ów i w żadnym razie nie dorównują im rozmachem i skalą. Przeważnie są to płyty reliefowe z półplastycznymi adorantami wtopionymi w tło, jak np. na płycie nieznanego szlachcica z warsztatu gdańskiego.